# Нойман, Маргарете
Маргаре́те Но́йман (нем. Margarete Neumann; 19 февраля 1917, Пириц, провинция Померания, королевство Пруссия, Германская империя — 4 марта 2002, Росток, Мекленбург-Передняя Померания, Федеративная Республика Германия) — немецкая писательница и поэтесса. Лауреат премий Генриха Манна (1957), Фрица Рейтера (1964, 1974) и Демократического женского союза Германии (1977). Мать немецких писателя и диссидента Герта Ноймана, писательницы Веры Коселек и скульптора Доротеи Реч.

## Биография
Родилась 19 февраля 1917 года в городе Пириц, в провинции Померания, в королевстве Пруссия в семье мелких бюргеров. Отец писательницы был поваром, мать — бухгалтером. По окончании лицея, в 1934 году продолжила образование на педагогическом семинаре в Кёнигсберге. В 1939 году сдала государственный экзамен по специальности молодёжный социальный работник и получила право занимать должность окружного социального работника в провинции Восточная Пруссия. В 1939—1945 годах работала социальным работником в Гейльсберге. В 1939 году сочеталась браком с Гельмутом Нойманом, от которого родила в 1940 году дочь Доротею и в 1942 году сына Герхарда. В некоторых источниках упоминается ещё один ребёнок — сын по имени Юрген. В 1945 году овдовела. Муж писательницы погиб на советско-германском фронте. В опубликованной в 1982 году их переписке, Нойман призналась, что он покончил с собой на фронте незадолго до окончания войны.
Во время Второй мировой войны бежала с детьми из провинции Восточная Пруссия, занятой советской армией, в предместье Коса под Фридландом в земле Мекленбург, где работала фермером. В 1949 году переехала в город Галле в земле Саксония-Анхальт и устроилась на работу сварщиком. Вступила в Социалистическую единую партию Германии и стала членом Демократического женского союза Германии.
В 1951 году по приглашению Курта Бартеля приехала в Берлин для участия в подготовке Всемирного фестиваля молодёжи и студентов. В 1952 году поселилась в Хоэн-Нойендорфе и начала вести жизнь свободного писателя. В этом году у Нойман родилась дочь Вера от поэта и актёра Мартина Пола (28.03.1930 — 23.09.2007), который был моложе её на тринадцать лет. Их брак оказался неудачным. Позднее Пол признался в том, что всегда был гомосексуалом. В 1956 году Нойман вступила в Союз писателей ГДР. В 1961 году переехала в Нойбранденбург, где у неё были квартира и одинокий домик в лесу. Длительное время писательницу связывала дружба с Бригитой Райман, которая оставила о ней записи в своих дневниках. В них она описывает её, как предприимчивую, щедрую, жизнерадостную, отважную, активную в отношении мужчин женщину, о поведении и личной жизни которой ходило много слухов. В 1970—1974 годах Нойман работала на нефтеперерабатывающем комбинате в Шведте.
В 1991 году писательница уехала из Германии в Тунис. Причиной переезда стало болезненное восприятие ею некоторых перемен, начавшихся в стране после объединения. По словам самой Нойман, такая Германия оказалась для неё слишком большой и тяжелой. С 1991 по 2001 год она жила в Сусе и Эргле. Маргарете Нойман умерла от рака, вскоре после возвращения на родину, 4 марта 2002 года в Ростоке. Похоронена на кладбище в коммуне Маллин.

## Творческий путь
Коммунистический режим в ГДР позволил ей заниматься писательским трудом, так, как сочинения Нойман рассматривались официальной властью в качестве образцов социалистического реализма в восточно-немецкой литературе. В 1955 году был издан первый роман писательницы «Путь через поле», в котором простым языком рассказывалось о жизни простых людей в сельской местности в Восточной Пруссии — семьи фермеров Адомейт, вынужденных после войны покинуть родину и начать новую жизнь в Мекленбурге. Книга имела успех у читателей и принесла автору известность. В 1957 году Нойман была удостоена за неё премии Генриха Манна.
В конце 1950-х годов ею были написаны и изданы сборник повестей «История Лин Бастианс», сборники рассказов «Длинная дорога» и «Семь песен» и сборник стихов для детей «Хлеб из деревянной чаши». В предисловии к изданию последней книги в 1959 году Нойман объяснила причину, по которой она занялась писательством: «Не было ничего, чего бы я (после войны) не должна была осмысливать и понимать с нуля. Я не сразу осознала всё, но постепенно, по мере того, как понимала свои ошибки. Поэтому я пишу о том, с чем сталкиваюсь и что осмысливаю, в надежде, что это может оказаться полезным для других и усилить их понимание».
В 1960-х годах ею были изданы два романа — «Могильщик» и «И любили они друг друга, несмотря ни на что», а также сборник повестей «Элизабет» и сборник рассказов «Зеркало». В эти же годы она начала писать сценарии для постановок на радио и для киностудии ДЕФА. В 1960 году Нойман сочинила две книги для детей — «Маленькое абрикосовое дерево» и «Чудесное дерево». В 1964 году она в первый раз была удостоена премии Фрица Рейтера.
В 1970-х годах Нойман издала сборник эссе «Оренбургский дневник» и три романа — «Любовники», «Веберы» и «Зеленая комната»; последний считается её лучшим произведением. Коммунистическая цензура попыталась, но не смогла изъять из романа эпизод, в котором Нойман описала изнасилование советским солдатом немки-крестьянки, не сумевшей пережить нанесённую ей душевную травму и покончившей с собой. В 1974 году она во второй раз получила премию Фрица Рейтера. В 1977 году писательница была также удостоена литературной премии Демократического женского союза Германии.
В 1980-х годах ею были написаны роман «Магда Адомейт», цикл повестей «Это моя жизнь» и сборник рассказов «После очень долгой зимы», в который вошли произведения 1956—1987 годов. В начале 1990-х писательница издала сборник повестей «Борец сильный духом. Две повести о Барлахе» и роман «Веберы и Адомейты вечером и утром». После объединения Германии Нойман прекратила писательскую деятельность.

## Сочинения
- «Путь через поле» (нем. Der Weg über den Acker, 1955), роман
- «История Лене Бастианс» (нем. Lene Bastians Geschichte, 1956), повести
- «Семь песен» (нем. Sieben Lieder, 1956), стихи
- «Долгий путь» (нем. Der lange Weg, 1958), повести
- «Хлеб из деревянной чаши» (нем. Brot auf hölzerner Schale, 1959), стихи
- «Элизабет» (нем. Elisabeth, 1960), повести
- «Маленькое абрикосовое дерево» (нем. Das Aprikosenbäumchen, 1960), рассказы
- «Чудесное Дерево» (нем. Der Wunderbaum, 1961), рассказы
- «Зеркало» (нем. Der Spiegel, 1962), повести
- «Могильщик» (нем. Der Totengräber, 1963), роман
- «И любили они друг друга, несмотря ни на что» (нем. … und sie liebten sich doch, 1966), роман
- «Любовники» (нем. Die Liebenden, 1970), роман
- «Зеленая комната» (нем. Der grüne Salon, 1972), роман
- «Веберы» (нем. Die Webers, 1976), роман
- «Оренбургский дневник» (нем. Orenburger Tagebuch, 1977), эссе
- «Старые письма» (нем. Alte Briefe, 1982), письма
- «Магда Адомейт» (нем. Magda Adomeit, 1985), роман
- «Страна зелёно-золотистых гор. В дороге по Монголии» (нем. Land der grüngoldenen Berge. Unterwegs in Mongolien, 1986), путевые заметки
- «Это моя жизнь» (нем. Dies ist mein Leben…, 1987), повести
- «После очень долгой зимы» (нем. Nach einem sehr langen Winter, 1989), рассказы
- «Борец сильный духом. Две повести о Барлахе» (нем. Der Geistkämpfer. 2 Novellen um Barlach, 1990), повести
- «Веберы и Адомейты вечером и утром» (нем. Da Abend und Morgen einander berühren Die Webers und die Adomeits, 1990), роман

## Критика
В ГДР и ФРГ по-разному оценивали и оценивают творчество Нойман. Сара Кирш в послесловии к книге 1973 года «Вечером перед поездкой домой» (нем. Am Abend vor der Heimreise) говорит о письме Анны Зегерс к Нойман от 1972 года, в котором та охарактеризовала стиль ранних произведений писательницы, как «сдержанный и нормальный» (нем. zurückhaltend und normal). Отношение к сочинениям Нойман в ФРГ может быть выражено словами современного немецкого литературного критика Сабины Брандт, которая называет одну из книг писательницы «трактатом для назидания наивных граждан социалистического государства».

## Комментарии
1. ↑  Оригинальный текст (нем.)Es gab nicht, was ich [nach dem Krieg] nicht von Grund auf neu zu erkennen und zu begreifen hatte. Ich verstand nicht alles auf einmal, sondern allmählich in dem Masse in dem ich falsch Erkanntes abtun könnte. Und so  schreibe ich auf, womit ich mich auseinandersetze und was ich begreife, in der Hoffnung es könnte vielleicht anderen nützlich sein und ihre Erkenntnisse festigen[4].